# تصرف یونان توسط نیروهای محور
تصرف یونان توسط نیروهای محور (یونانی: Η Κατοχή) در آوریل ۱۹۴۱ پس از حمله آلمان نازی در نبرد یونان برای کمک به متحد خود، ایتالیای فاشیستی (۱۹۲۲ تا ۱۹۴۳)، که با متفقین در جنگ بود، آغاز شد. از اکتبر ۱۹۴۰ به دنبال نبرد کرت، تا ژوئن ۱۹۴۱ کل یونان اشغال شد.